# Charles-Honoré Pecsteen
Charles Honoré Philippe Louis Pecsteen (Maldegem, 25 januari 1789 - Sint-Andries, 12 augustus 1873), ook genaamd Pecsteen de Lampreel, was een Belgisch politicus.

## Biografie

### Familie
Charles-Honoré Pecsteen was de jongste zoon van Philippe Pecsteen (1726-1794), heer van Buytswerve, en Philippine Antheunis. Hij was een jongere broer van jhr. Jacques-Philippe Pecsteen, burgemeester van Ruddervoorde.
Hij trouwde in 1815 in Brugge met Anne-Jeanne de Lampreel (1793-1861), dochter van Bernard de Lampreel, advocaat bij de Raad van Vlaanderen, en Jeanne van de Walle. Ze kregen drie dochters, waarvan slechts een trouwde.
- Ida Pecsteen (1829-1897), trouwde in 1851 met baron Camille Rotsart de Hertaing (1825-1901), burgemeester van Maldegem. Ze kregen negen kinderen, waaronder baron Paul Rotsart de Hertaing, burgemeester van Sint-Andries en bewoner van Het Forreyst, met afstammelingen tot heden.

In 1822 werd Charles-Honoré ingelijfd in de adel, in 1845 ontving hij de titel van baron en in 1856 kreeg hij vergunning om deze titel aan zijn schoonzoon door te geven. Met hem en zijn dochter stierf deze tak van de Pecsteens uit.

### Loopbaan
Pecsteen volbracht zijn middelbare studies bij de jezuïeten in het Collège de Saint-Acheul en behaalde zijn licentiaat in de rechten in 1813 aan de Universiteit van Parijs. Datzelfde jaar werd hij burgemeester van Maldegem en secretaris van de Burgerlijke godshuizen in Brugge.
Onder het Verenigd Koninkrijk der Nederlanden werd hij privésecretaris van de gouverneur van West-Vlaanderen en gemeenteraadslid van Brugge. Hij werd ook lid van de Provinciale Staten, als vertegenwoordiger van de landelijke stand, van 1821 tot in 1836. Van 1823 tot 1836 was hij lid van de gedeputeerde staten.
Bij de eerste verkiezingen van de provincieraad in 1836 volgens het nieuwe Belgische wetboek, werd hij provincieraadslid en bestendig afgevaardigde. Hij bleef gedeputeerde tot in 1852 en provincieraadslid tot in 1857. Van 1845 tot 1857 was hij daarenboven ook voorzitter van de provincieraad.
Door historici wordt hij beschouwd als een van de meest invloedrijke politici in Brugge en West-Vlaanderen tijdens de eerste helft van de negentiende eeuw. Hij behoorde tot de katholieke partij.
Pecsteen was lid (1819) en proost (1843) van de Edele Confrérie van het Heilig Bloed. Hij woonde in het kasteel Het Forreyst in Sint-Andries, dat na hem bewoond werd door het echtpaar Rotsart-Pecsteen.
In 1829 nam hij deel aan het Constitutioneel Banket dat in Brugge werd gehouden in protest tegen de politiek van koning Willem I.